# 安薩里X大獎
安薩里X大獎（英語：Ansari X Prize）是XPRIZE贊助的太空競賽獎項，此獎提供一千萬美元的獎金，給予第一個能在兩週內發射兩次可重複使用的載人太空飛船進入太空的非政府組織。它以20世紀初的航空獎項為模範，目的是為了推動低成本太空航行以及提升民間的太空觀光業。
安薩里X大獎在1996年5月創建，最初只被稱為「X獎」，2004年5月6日因企業家阿努什·安薩里 (Anousheh Ansari)、阿米爾·安薩里（Amir Ansari）贊助數百萬美元，而更名為「安薩里X大獎」。
2004年10月4日，在斯普特尼克1號發射的47週年，伯特·魯坦設計的太空船一號贏得該獎，微軟聯合創辦人保羅·艾倫也提供贊助。太空船一號投入成本超過1億美元。

## 外部連結
- Ansari XPRIZE official site （页面存档备份，存于）
- X Prize Cup official site
- X Prize founder talks about the prize and the future of space travel (MIT Video)
- Progressive Insurance Automotive X Prize （页面存档备份，存于）